# Buckhead (Georgia)
Buckhead is een plaats (town) in de Amerikaanse staat Georgia, en valt bestuurlijk gezien onder Morgan County. Buckhead is tevens de naam van het rijke en veel dichtbevolkte noordelijke stadsdeel van Atlanta, hoofdstad van Georgia, wat voor verwarring kan zorgen.

## Demografie
Bij de volkstelling in 2000 werd het aantal inwoners vastgesteld op 205.
In 2006 is het aantal inwoners door het United States Census Bureau geschat op 222, een stijging van 17 (8,3%).

## Geografie
Volgens het United States Census Bureau beslaat de plaats een oppervlakte van
2,1 km², geheel bestaande uit land. Buckhead ligt op ongeveer 150 m boven zeeniveau.

## Plaatsen in de nabije omgeving
De onderstaande figuur toont nabijgelegen plaatsen in een straal van 28 km rond Buckhead.